# Valerij Borčin
Valerij Viktorovič Borčin (rusky Валерий Викторович Борчин; * 11. září 1986, Mordvinsko) je ruský atlet, jenž se specializuje na sportovní chůzi.
Jeho hlavní disciplínou je chůze na 20 km. První úspěch zaznamenal na mistrovství Evropy 2006 v Göteborgu, kde si došel pro stříbrnou medaili. V roce 2007 se stal mistrem Evropy do 23 let, když titul získal na šampionátu v maďarském Debrecínu.
Jeho největším úspěchem je zlatá medaile, kterou vybojoval na olympiádě 2008 v Pekingu. Cílem prošel v čase 1:19:01. O rok později se stal v Berlíně mistrem světa, když dvacetikilometrovou trať zvládl o dvacet sekund rychleji než v Pekingu.

## Doping
V lednu 2015 ho ruská antidopingová agentura RUSADA za nesrovnalosti v biologickém pasu potrestala společně se Sergejem Kirďapkinwm, Olgou Kaniskinovou a s dvěma dalšími chodci. Následně odstoupil Valentin Maslakov z funkce šéftrenéra atletické reprezentace.